# أبو سعيد الكدمي
محمد بن سعيد الناعبي الكُدمي،(305 هـ/ 918 م - 361 هـ/ 972 م)، يكنى أبو سعيد. من أجلة علماء الإباضية في عُمان حتى إنه لقب «بإمام المذهب»، وهو عالم محقّق، وفقيه مدقّق، وإمام في العلم، وناظم للشعر، عاش في القرن الرابع الهجري؛ من بلدة كدم من أعمال الحمراء. يعتبر الإمام أبا سعيد إمام المدرسة النزوانية وعميدها ومنظرها.

## مؤلفاته
- «المعتبر لجامع ابن جعفر»: تعقب فيه أبو سعيد جامع ابن جعفر، ففصل المجملات، وأوضح المشكلات، وحلّل المسائل. يقع في تسعة مجلدات فقدت، ولم يبق منها إلا جزءان طبعا في أربعة أجزاء صغيرة.
- «الاستقامة»: ألفه في الردّ على من خالف سيرة السلف في الحكم على بعض الخارجين في زمان الإمام الصلت بن مالك. والكتاب في مضمونه يتحدث عن أسس قواعد الولاية والبراءة، كما يتحدث عن أحكامهما، وتطبيقات عليهما. وهو من أوسع الكتب العلمية التي عالجت قضية الولاية والبراءة، وهو من أصعب كتب أبي سعيد وأعمقها، ولعل سلامة الكتاب من إضافات النساخ يرجع إلى علوّ مستوى الكتاب عن أفهام الكثير منهم. ونظرا لما للكتاب من أهمية وقيمة علمية جليلة؛ فقد قرظه كثيرون.
- «زياداته على كتاب الإشراف لابن المنذر النيسابوري»: وهو في حقيقته تعليقات للإمام أبي سعيد على الكتاب، يضيف فيها آراء المذهب الإباضي؛ بالإضافة إلى الأقوال التي يخرجها، وقد تعقب أبو سعيد كلّ مسألة، فصحح وضعف، وقرّب وبعّد. وزيادات الإشراف فقدت ولم يبق منها إلا جزء واحد، يبتدأ بفقه المعاملات، وينتهي بأحكام المدبر.
- «أجوبة كثيرة»: بحيث لا تكاد تمرّ عليك صفحة من صفحات كتب الأثر ـ خصوصا بيان الشرع ـ إلا وتجد جواب أبي سعيد بين ناظريك، ولو جمعت أجوبته كلها لكانت أكثر من خمســة مجلدات.

## وفاته
توفي عشية الثالث عشر من ربيع الأول 361 هـ الموافق 3 يناير 972م، عن عمر ناهزَ الستة وخمسون عاماً.